# إرنستين روز
إرنستين لويس روز (بالإنجليزية: Ernestine Rose) (بالإنجليزية: Ernestine Louise Rose) ( من مواليد 13 يناير 1810 – 4 أغسطس 1892) ناشطة نسوية عن حقوق المرأة وداعية لحركة التحرير من العبودية ومفكرة حُرّة التي أُطلِق عليه اسم «الناشطة النسوية اليهودية الأولى». امتدت حياتها المهنية من عام 1830 حتى عام 1870، الأمر الذي هيَّأ الفرصة لها لمواكبة مجموعة من النشاطات النسويات من بينهم إليزابيث كادي ستانتون وسوزان أنتوني. برزت روز كواحدة من القوى الفكرية الرئيسية في أمريكا في القرن التاسع عشر التي طرحت عدّة مناقشات ومواضيع حول حركة حقوق المرأة الأمريكية. كانت علاقتها مع اليهودية دافعًا قويًا لها من أجل نشر دعوتها. وعلى الرغم من أنها أقل تذكرًا من زميلاتها النسويات ودُعاة حركة التحرير من العبودية، إلا أنها في عام 1996، ورد اسمها في قاعة الشهرة الوطنية للمرأة، وفي عام 1998، أسّست جمعية إرنستين روز ( Ernestine Rose Society ) بهدف «إحياء تراث هذا المصلح الهام في أوائل القرن التاسع عشر من خلال الاعتراف بدورها الرائد في الموجة الأولى من الحركة النسوية».

## المملكة المتحدة والولايات المتحدة
سافرت روز إلى كل من بلجيكا وهولندا وفرنسا وأخيرًا استقرت في إنجلترا. ولكن عانت بوصولها إلى إنجلترا إثر تحطم السفينة التي كانت تبحر فيها. على الرغم من أن روز وصلت إلى إنجلترا بأمان، إلا أن كل ممتلكاتها كانت قد دُمرت، ووجدت نفسها في حالة من الفقر المُدقع. ومن أجل دعم نفسها، سعت إلى العمل على تعليم اللغة الألمانية والعبرية؛ كما واصلت بيع نشافات الورق المُعطرة. أثناء تواجدها في إنجلترا، قابلت روبرت أوين، وهو كاتب اشتراكي ينتمي إلى أدب المدينة الفاضلة، وكان معجبًا بها لدرجة أنه دعاها إلى التحدث في قاعة كبيرة للمتحدثين الراديكاليين. وعلى الرغم من معرفتها المحدودة باللغة الإنجليزية، إلا أن الجمهور قد أُعجب بها كثيرًا لدرجة أنها أخذت مقعدًا أساسيًا كمتحدّث دائم في القاعة منذ ذلك الحين. سادت بينها وأوين علاقة صداقة مقربة، بل إنها ساعدته أيضًا في تأسيس جمعية فئات الأمم، وهي جمعية تبنَّت حقوق الإنسان لجميع الشعوب في جميع الأمم ومن جميع الأجناس والأعراق والطبقات المجتمعية. وقد لقّبها أوين بــ «ابنته». خلال ذلك الوقت أيضًا، قابلت ويليام إيلا روز، وهو صائغ مسيحي إنجليزي و«تلميذ متحمس» من تلامذة أوين. وسرعان ما تزوج الاثنان زواجًا مدنيًا إذ أوضح كل منهما أنه يعتبر الزواج عقدًا مدنيًا وليس دينيًا.
في مايو عام 1836، هاجرت روز وزوجها إلى الولايات المتحدة، حيث حصلت فيما بعد على الجنسية الأمريكية واستقرت في منزل في مدينة نيويورك في عام 1837. وسرعان ما افتتحت متجر «فانسي آند بيرفيوميري» في غرفة من منزلهما، حيث باعت روز المياه المعطرة الخاصة بها بينما كان ويليام يُدير متجرًا للمجوهرات.

## روابط خارجية
- إرنستين روز على موقع الموسوعة البريطانية (الإنجليزية)
- إرنستين روز على موقع إن إن دي بي (الإنجليزية)